# 甲賀土山インターチェンジ
甲賀土山インターチェンジ（こうかつちやまインターチェンジ）は、滋賀県甲賀市甲賀町岩室にある新名神高速道路のインターチェンジである。甲賀土山ICを含まない東側（亀山JCT側）は中日本高速道路（NEXCO中日本）、甲賀土山ICを含む西側（草津JCT側）は西日本高速道路（NEXCO西日本）の管轄となっている。

## 概要

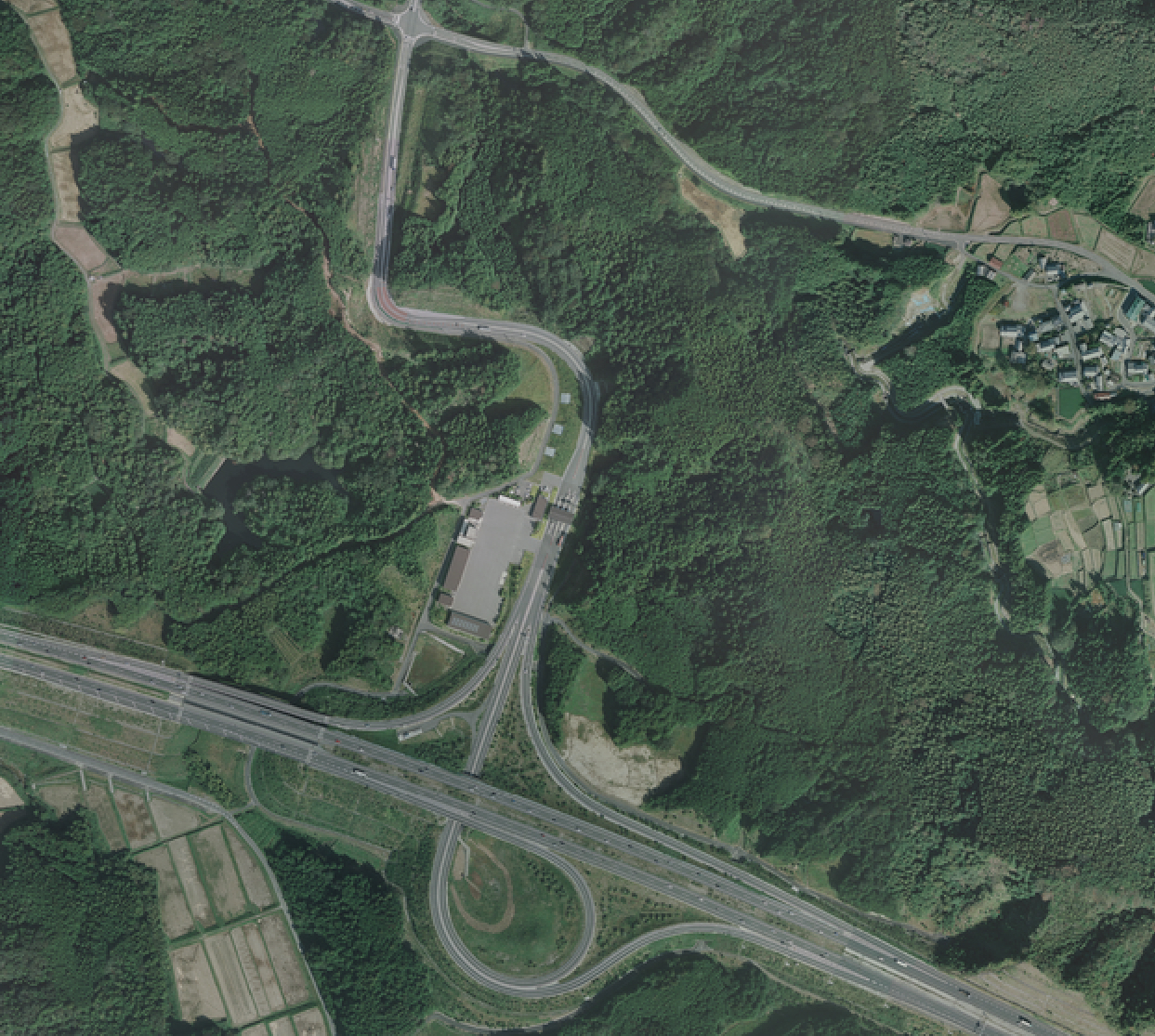
甲賀土山インターチェンジの空中写真 (2011年)

国道1号から離れた場所に位置している。インターチェンジ構造はトランペット型で、接続している滋賀県道340号甲賀土山インター線に、空中写真のように直角に近い急カーブがある。このうち西側のカーブは、滋賀県道24号甲賀土山線のバイパスと接続する計画（岩室工区）がある。
IC名称は、当ICが旧甲賀町と旧土山町の旧町境付近に位置しているため、両町名を併せた「甲賀土山」となっている。
名古屋・亀山方面から、甲賀市内方面へ向かう場合に利用することが多いが、2009年（平成21年）3月20日に当ICから西へ10.2 km先に甲南PAに併設する形で甲南ICが開通した。
滋賀県警察本部交通部高速道路交通警察隊の甲賀土山分駐所が併設されている（新名神部分開通を前に滋賀県警高速道路交通警察隊の本隊が名神高速道路の彦根ICから栗東ICに移転した）。
名神高速道路八日市ICを起点に、当ICを経由し名阪国道上柘植ICへ至る地域高規格道路の名神名阪連絡道路が計画されている。

## 歴史
- 2008年（平成20年）2月23日：亀山JCT - 草津田上IC間開通に伴い、供用開始[6]。開通記念式典が10時より当IC敷地内で行われた[7]。
- 2009年（平成21年）7月13日：ETC開閉バーの開くタイミングを従来より0.5 - 1秒遅らせるシステムを導入[8]。

## 周辺
- 野洲川

## 接続する道路
- 直接接続
  - 滋賀県道340号甲賀土山インター線
- 間接接続

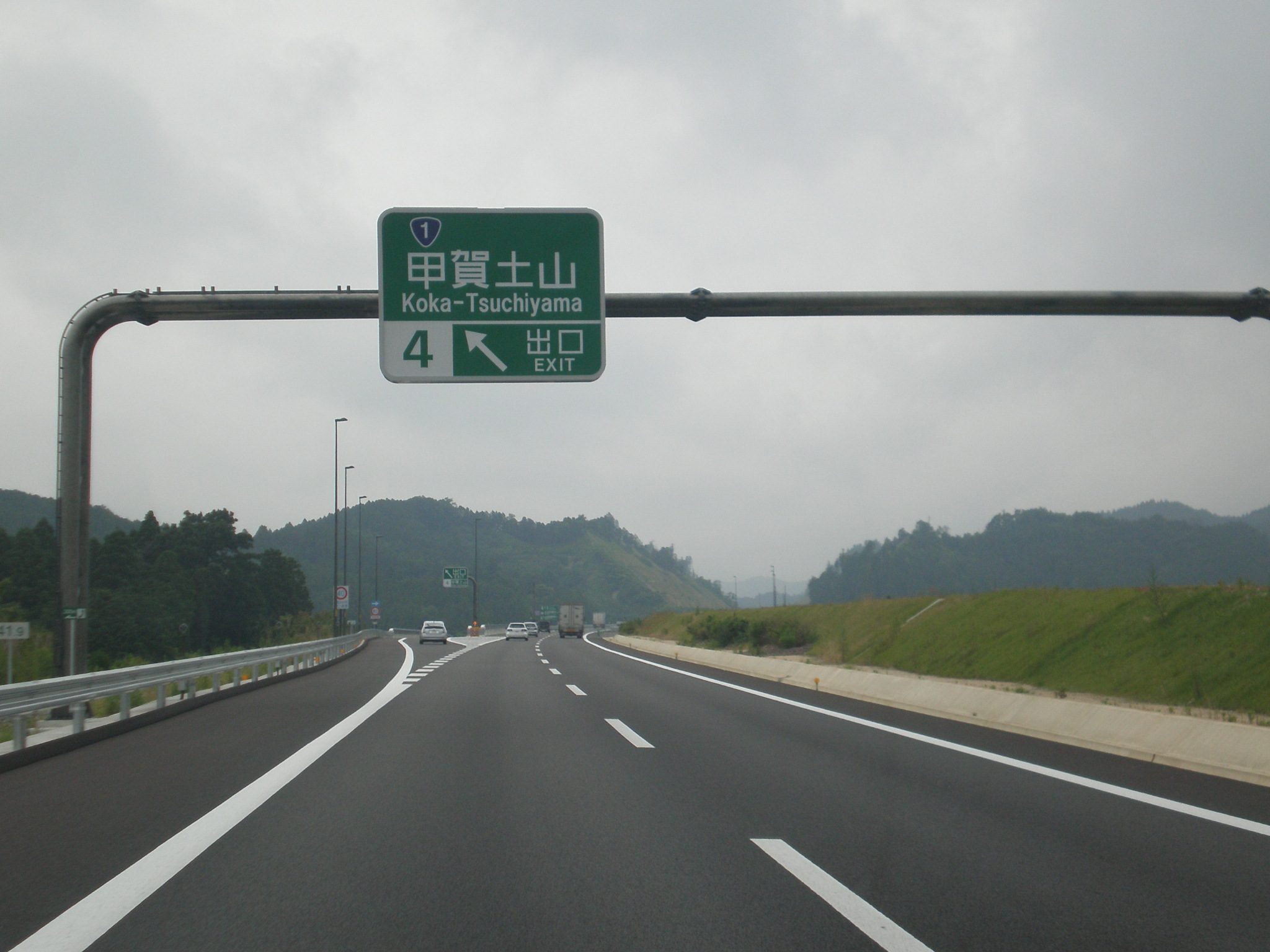
出口案内標識

  - 滋賀県道24号甲賀土山線バイパス（整備計画上は県道甲賀土山インター線ではなく県道甲賀土山線との接続である）
  - 滋賀県道539号岩室北土山線
  - 国道1号（滋賀県道24号甲賀土山線と、前野交差点で接続）

## 料金所
- ブース数：4

### 入口
- ブース数：2
  - ETC専用：1
  - ETC・一般：1

### 出口
- ブース数：2
  - ETC専用：1
  - ETC・一般：1

## 隣
E1A 新名神高速道路
(3) 亀山西JCT - 土山SA/BS - (4) 甲賀土山IC - (5) 甲南IC/PA